# Jan Van den Bergh
Jan Van den Bergh (Bonheiden, 1 oktober 1994) is een Belgisch voetballer die doorgaans als centrale verdediger speelt. Hij staat sinds de zomer van 2023 onder contract bij Eredivisionist NAC Breda.

## Clubcarrière
Van den Bergh verruilde in 2014 KVC Westerlo voor KSK Heist. Na twee seizoenen tekende hij bij Beerschot Wilrijk. In zijn eerste seizoen maakte de linksvoetige verdediger drie doelpunten in 35 competitieduels en dwong hij met de club promotie af naar Eerste klasse B. In januari 2019 werd bekend dat Van den Bergh Beerschot in juni 2019 zou verlaten voor KAA Gent. Hij ondertekende een contract voor drie seizoenen bij Gent.
In januari 2020 werd Van den Bergh, die zijn officiële debuut voor AA Gent dan nog steeds niet gemaakt had, tot het einde van het seizoen uitgeleend aan OH Leuven. Nadat deze uitleenbeurt afliep keerde hij terug naar Gent, waar al snel bleek dat er geen toekomst meer voor hem was.
Op 24 juli 2020 maakte zijn ex-club Beerschot bekend dat het Van den Bergh opnieuw aangetrokken had. Hij tekende een contract voor vijf seizoenen en zal vanaf het seizoen 2020/21 met Beerschot uitkomen in de Eerste klasse A, de hoogste afdeling van het Belgische voetbal.
Beerschot startte het seizoen 2020/21 heel sterk en stond zelfs een tijdje op de eerste plek in de Belgische hoogste voetbalklasse. Na de jaarwisseling en het vertrek van coach Hernan Losada, zakte de Antwerpse club nog naar een negende plek. Van Den Bergh scoorde dat seizoen vier keer.
Het seizoen 2021/22 werd er eentje om snel te vergeten voor heel de Beerschot-aanhang. Het werd troosteloos laatste en de degradatie was een feit. Vele spelers verlieten toen het nest, maar Van Den Bergh bleef Beerschot trouw. 
In de Challenger Pro League leek Beerschot een titelkandidaat, maar later in het seizoen werd duidelijk dat de kern te klein was. Het eindigde op een derde plek en Van Den Bergh speelde zo'n 20 wedstrijden. Opnieuw was er een leegloop bij de Mannekes en dit keer nam ook Van Den Bergh afscheid. Reeksgenoot SK Beveren wilde de centrale verdediger graag strikken, maar zijn keuze viel op het Nederlandse NAC Breda dat uitkwam in de Eerste divisie.

## Statistieken
| Seizoen         | Club                  | Land               | Competitie             | Competitie | Competitie | Beker | Beker | Europees | Europees | Totaal | Totaal |
| Seizoen         | Club                  | Land               | Competitie             | Wed.       | Dlp.       | Wed.  | Dlp.  | Wed.     | Dlp.     | Wed.   | Dlp.   |
| --------------- | --------------------- | ------------------ | ---------------------- | ---------- | ---------- | ----- | ----- | -------- | -------- | ------ | ------ |
| 2014/15         | KSK Heist             | Vlag van België    | Proximus League        | 24         | 3          | 0     | 0     | —        | —        | 24     | 3      |
| 2015/16         | KSK Heist             | Vlag van België    | Proximus League        | 30         | 0          | 0     | 0     | —        | —        | 30     | 0      |
| 2016/17         | Beerschot Wilrijk     | Vlag van België    | Eerste klasse amateurs | 35         | 2          | 1     | 0     | —        | —        | 36     | 2      |
| 2017/18         | Beerschot Wilrijk     | Vlag van België    | Eerste klasse B        | 31         | 1          | 2     | 0     | —        | —        | 33     | 1      |
| 2018/19         | Beerschot Wilrijk     | Vlag van België    | Eerste klasse B        | 27         | 4          | 2     | 0     | —        | —        | 29     | 4      |
| 2019/20         | KAA Gent              | Vlag van België    | Eerste klasse A        | 0          | 0          | 0     | 0     | 0        | 0        | 0      | 0      |
| 2019/20         | → Oud-Heverlee Leuven | Vlag van België    | Eerste klasse B        | 5          | 2          | 0     | 0     | —        | —        | 5      | 2      |
| 2020/21         | Beerschot VA          | Vlag van België    | Eerste klasse A        | 28         | 4          | 1     | 0     | —        | —        | 29     | 4      |
| 2021/22         | Beerschot VA          | Vlag van België    | Eerste klasse A        | 26         | 2          | 2     | 0     | —        | —        | 28     | 2      |
| 2022/23         | Beerschot VA          | Vlag van België    | Eerste klasse B        | 28         | 1          | 2     | 0     | —        | —        | 30     | 1      |
| 2023/24         | NAC Breda             | Vlag van Nederland | Eerste divisie         | 40         | 6          | 1     | 0     | —        | —        | 41     | 6      |
| 2024/25         | NAC Breda             | Vlag van Nederland | Eredivisie             | 30         | 2          | 1     | 0     | 0        | 0        | 31     | 2      |
| Carrière totaal | Carrière totaal       | Carrière totaal    | Carrière totaal        | 304        | 27         | 12    | 0     | 0        | 0        | 316    | 27     |

1 Kortsmit ·
2 Lucassen ·
4 Kemper ·
5 Van den Bergh  ·
6 Staring ·
7 Garbett ·
8 Leemans ·
9 Kostorz ·
10 Ómarsson ·
11 Paula ·
12 Greiml ·
14 Kaied ·
15 Mahmutović ·
16 Balard ·
17 Kuijpers ·
18 Van Reeuwijk ·
19 Fernandes ·
20 Oldrup Jensen ·
23 Kongolo ·
25 Valerius ·
28 Mol ·
29 Van Hooijdonk ·
30 Versluis ·
31 Lamprou ·
37 Van Lare ·
39 Janošek ·
44 Busi ·
55 Sowah ·
77 Sauer ·
99 Bielica ·
Coach: Hoefkens
· Assistent-trainer: Güvenç
· Assistent-trainer: Kaczmarek
· Keeperstrainer: Babos